# لمور موشی قهوه‌ای-طلایی
موش لمور قهوه‌ای-طلایی (نام علمی: Microcebus ravelobensis) نام یک گونه از سرده موش لمور است.